# Генріх фон Плауен

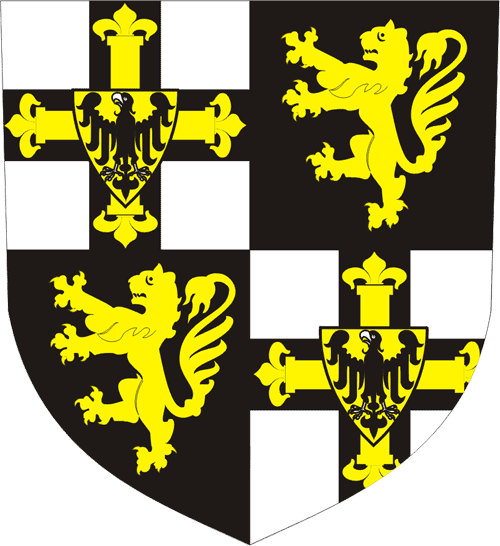
Герб великого магістра Генріха фон Плауена

Генріх фон Плауен (нім. Heinrich der Ältere von Plauen; 1370—1429) — 27-й великий магістр Тевтонського ордену з 1410 по 1413 рік.

## З життєпису
Походив з лицарського роду Ройсс плауенської молодшї лінії, гілки Мюльтрофф. Старший син Генріха VII Ройсса, гера Мюльтроффа і фогта Плауена. У 1391 році прибув з Мейсена в Пруссію, щоб взяти участь в поході проти Литви. У 1392 році вступив до Тевтонського ордену.
З 1938 року — комтур Данціга, з 1402 року — комтур Нессау, з 1407 року — комтур Свеце.
Під час Великої війни Генріх фон Плауен залишився обороняти Кульмську землю від імовірної атаки польського війська.
Брав участь у Грюнвальдській битві. Після поразки хрестоносців зумів укріпити столицю ордену Марієнбург та організувати оборону перед приходом польсько-литовського війська. Гарнізон Марієнбурга на чолі з Генріхом фон Плауеном витримав 9-місячну облогу, що дало змогу виправити катастрофічне становище ордену.
У листопаді 1410 року на генеральному капітулі Генріх фон Плауен був обраний Великим магістром. Він виступав за продовження війни з Польщею ти Литвою. В кінці 1410 року атакував польські війська на чолі з Ягайлом, але зазнав поразки та змушений був підписати Перший Торунський мир.
Для подальшого керівництва державою та збору величезної суми грошей на викуп полонених Генріх фон Плауен створив державну раду з вірних йому лицарів та міщанства. Запровадження нових податків викликало невдоволення та спричинило повстання в Данцігу та Торні, які, проте, вдалось придушити.
У кінці 1413 року Генріх фон Плауен почав готувати новий напад на Польщу, в той час, коли Ягайло перебував у Гродно на укладенні унії з ВКЛ. Онак внутрішня опозиція, очолена Великим маршалом ордену Міхаелем Кюхмайстером фон Штернбергом, відмовилась виконувати наказ та організувала змову. Хворий Великий магістр був захоплений у Марієнбурзі, позбавлений титулу Великого магістра та кинутий в тюрму. В січні 1414 року Генріх фон Плауен офіційно зрікся титулу Великого магістра. Новим Великим магістром був обраний Міхаель Кюхмайстер фон Штернберг.
У 1414 році Генріх фон Плауен спробував повернути собі владу за допомогою Польщі, але його таємні переговори були викриті, і Генріх фон Плауен потрапив у в'язницю Данціга, де перебував 7 років (1414—1421). У 1421 році він був звільнений та відправлений у віддалений замок Лохштад, де до своєї смерті займав посаду прокуратора.
Помер 28 грудня 1429 року. Похований в усипальниці Великих магістрів — в каплиці Св. Анни в Марієнбурзі.